# Der Pauker kann’s nicht lassen
Der Pauker kann’s nicht lassen ist eine US-amerikanische Filmkomödie aus dem Jahre 1963. Der Film ist eine Fortsetzung des im Vorjahr ebenfalls von Robert Stevenson inszenierten Kassenerfolgs Der fliegende Pauker. Auch hier basiert das Drehbuch der Walt-Disney-Produktion auf der Kurzgeschichte Situation of Gravity von Samuel W. Taylor. Der Film wurde am 16. Januar 1963 uraufgeführt. In Deutschland wurde der Film am 7. August 1964 erstmals im Kino gezeigt. Im deutschen Fernsehen wurde der Film auch unter dem Titel Der Professor kann’s nicht lassen ausgestrahlt.

## Handlung
Professor Ned Brainard reist nach Washington, um seine Erfindung, die Substanz Flubber, an das Verteidigungsministerium zu verkaufen. Mit dem Geld will er seiner Heimatstadt Medfield dazu verhelfen, das mit einer Hypothek belastete College von dem Kredithai Alonzo Hawk freizukaufen, der der Stadt mit einer Zwangsvollstreckung droht. Der Kongress verweigert jedoch den Ankauf der Substanz. Brainard kehrt ohne Geld nach Medfield zurück. Aus Gründen der nationalen Sicherheit darf er seine Erfindung auch nicht privat verkaufen.
Brainard experimentiert weiter. Zuerst manipuliert er eine Wetterkanone, die Regenfälle herbeiführen soll. Doch Brainards Experimente führen zu einem Unfall, bei dem alle Fensterscheiben in der Stadt zu Bruch gehen. Hawk, der als Besitzer der Versicherungsgesellschaft für die Schäden aufkommen muss, will Brainard vor Gericht bringen. Privat bekommt der Professor Probleme mit seiner Verlobten Betsy. Sie ist auf seine Ex-Freundin Dorothy de la Roche eifersüchtig und verlässt ihn. Brainard arbeitet zugleich an einem mit Flubber gefüllten Football-Anzug, mit dem Hawks Sohn Biff spielen soll. Das wichtige Spiel gewinnt Medfield, doch der Sieg wird von Neds Prozess überschattet.
Brainard erhält Hilfe von dem Landwirtschaftsexperten Allen. Der weist darauf hin, dass der Einsatz der Wetterkanone zu einer vollen Ernte verholfen hat. Als Beweis legt Allen groß gewachsenes Gemüse und ein riesiges Hühnerei vor. Der Richter weist die Klage ab. Brainard ist nun ein Held und kommt wieder mit Betsy zusammen.

## Kritiken
Das Lexikon des internationalen Films beurteilt den Film folgendermaßen: „Nicht so sympathisch wie der Vorgänger, aber immer noch passable Komödienunterhaltung.“
Bosley Crowther von der New York Times betont, die Fortsetzung sei „fantasievoll und verrückt. Sie sei zwar als altmodische Slapstick-Nummer inszeniert, aber sie mache Spaß.“

## Auszeichnungen
Die Komödie erreichte bei den Laurel Awards den zweiten Platz als beste Komödie. Fred MacMurray kam als bester Hauptdarsteller in einer Komödie auf den fünften Platz.

## Hintergrund
Für die Fortsetzung des Erfolges Der fliegende Pauker konnten fast alle Besetzungs- und Stabmitglieder engagiert werden. Die Familie Wynn war ebenfalls wieder dabei. Ed Wynn war der Vater von Keenan Wynn. Dessen Sohn Ned spielte wieder eine ungenannte Kleinrolle. Walt Disneys Enkelsohn Walter Elias Disney Miller hatte einen kleinen Auftritt als Baby in einer Werbesendung. Für den Komiker Paul Lynde war der Film das Kinodebüt.